# Harry Nilsson
Harry Nilsson (Brooklyn, Nova York, 15 de juny de 1941 - Agoura Hills 15 de gener de 1994) va ser un músic i cantant nord-americà guanyador de dos premis Grammy. Les seves cançons més conegudes van ser Without You, One is the loneliest number i Everybody's Talkin'.
De jove va rebre la influència del rhythm and blues per via d'artistes com Ray Charles i els Everly Brothers. El 1964, Nilsson va treballar amb Phil Spector, escrivint tres cançons per a ell. El 1970 va interpretar la seva cançó més famosa, Without You, en la qual la seva veu fa unes escales musicals simples però de gran intensitat dramàtica, que van aconseguir impressionar tota una generació.
El 1974 ell i John Lennon van trobar-se i coincidint amb una temporal separació amb Yoko Ono, es van fer amics i companys de disbauxa. Fruit d'això va ser una cançó que van cantar junts: Old Dirt Road dins l'àlbum de l'exbeatle Walls and Bridges. Aquesta cançó és depressiva i bella alhora; envoltada d'un ritme lent i opressiu, la melodia colpeix l'ànim de l'oïdor.
El seu treball es caracteritza per experiments pioners de sobredub vocal, retorns al Gran Cançoner Americà i fusions de sons caribenys. Un tenor amb un 31⁄2+ octave range, Nilsson va ser un dels pocs grans artistes de gravació de pop-rock que va aconseguir un èxit comercial significatiu sense haver realitzat mai grans concerts públics ni realitzant gires regulars.

## Biografia
Nascut a Brooklyn, Nilsson es va traslladar a Los Angeles quan era adolescent per escapar de la mala situació financera de la seva família. Mentre treballava com a programador d'ordinadors en un banc, va començar a interessar-se per la composició musical i el cant d'harmonia propera, i va tenir èxit en fer gravar algunes de les seves cançons per diversos artistes com els Monkees. El 1967, va debutar a RCA Victor amb l'LP Pandemonium Shadow Show, seguit d'una varietat de llançaments que incloïen una col·laboració amb Randy Newman (Nilsson Sings Newman, 1970) i la història infantil original The Point! (1971). Va crear el primer àlbum de remixes (Aerial Pandemonium Ballet, 1971) i va gravar la primera cançó mashup ("You Can't Do That", 1967). El seu àlbum de més èxit comercial, Nilsson Schmilsson (1971), va produir els 10 millors senzills internacionals "Without You" i "Coconut". El seu altre èxit top 10, "Everybody's Talkin'" (1968), va ser destacat a la pel·lícula de 1969 Midnight Cowboy. Una versió de "One" de Nilsson, publicada per Three Dog Night el 1969, també va arribar al top 10 dels Estats Units.
Durant una conferència de premsa de 1968, els Beatles se'ls va preguntar quin era el seu grup nord-americà preferit i van respondre "Nilsson". A vegades anomenat "el Beatle americà", aviat va formar una estreta amistat amb John Lennon i Ringo Starr. A la dècada de 1970, Nilsson, Lennon i Starr eren membres del club de begudes dels vampirs de Hollywood, involucrant-se en molts incidents de gran difusió i alimentats amb alcohol. Van produir un àlbum col·laboratiu, Pussy Cats (1974). Després de 1977, Nilsson va deixar RCA i la seva producció discogràfica va disminuir. En resposta a l'assassinat de Lennon el 1980, va fer una pausa de la indústria musical per fer campanya pel control de les armes. Durant la resta de la seva vida, va gravar només esporàdicament. El 1994, Nilsson va morir d'un atac de cor mentre estava enmig de la gravació del que es va convertir en el seu últim àlbum, Lost and Founnd (2019).
L'artesania de les cançons de Nilsson i l'actitud desafiant que va projectar segueixen sent pedres de toc per a les generacions posteriors de músics de rock independent. Nilsson va ser votat número 62 a la llista de 2015 de Rolling Stone dels "100 millors compositors de tots els temps", on va ser descrit com "un pioner del so d'estudi de Los Angeles" i "un pont crucial" entre la psicodèlia dels anys 60 i el cantant dels anys 70. -era dels compositors. La RIAA va certificar Nilsson Schmilsson i Son of Schmilsson (1972) com a discs d'or, indicant més de 500.000 unitats venudes cadascuna. Va guanyar dos premis Grammy (per "Everybody's Talkin'" i "Without You").

## Joventut
Nilsson va néixer a Bedford–Stuyvesant, Brooklyn, Nova York el 15 de juny de 1941. El seu besavi patern, nascut suec que més tard emigraria i es naturalitzaria als Estats Units, va crear un acte conegut com a "ballet aeri" (que és el títol d'un dels àlbums de Nilsson). Els seus avis materns van ser la pedra angular de la seva jove vida. Mentre la seva àvia tocava el piano, el seu avi Charlie Martin va mantenir la família en un petit apartament de ferrocarril a l'avinguda Jefferson a Brooklyn. El seu pare, Harry Edward Nilsson Jr., va abandonar la família quan Harry tenia tres anys. Una referència autobiogràfica a això es troba a l'obertura de la cançó de Nilsson "1941":
| « | Bé, el 1941, un pare feliç va tenir un fill I el 1944, el pare va sortir directament per la porta | » |

La "Cançó del pare" de Nilsson també es refereix a aquest període de la infància de Nilsson. Va créixer amb la seva mare Bette i la seva germana petita. El seu germà petit Drake es va quedar amb la família o els amics durant els seus moviments entre Califòrnia i Nova York, de vegades vivint amb una successió de parents i padrastres. El seu oncle, un mecànic a San Bernardino, Califòrnia, va ajudar a Nilsson a millorar les seves habilitats vocals i musicals. A més del seu germanastre i una germana de la seva mare, també va tenir tres germanes i un germà per mitjà del seu pare.
A causa de la mala situació financera de la seva família, Nilsson va treballar des de petit, inclosa una feina al "Paramount Theatre" de Los Angeles. Quan el teatre va tancar el 1960, va sol·licitar una feina en un banc, afirmant falsament que era un graduat de secundària a la seva sol·licitud (només va completar el novè grau). Tenia aptitud per als ordinadors, que en aquell moment es començaven a utilitzar als bancs. Més tard va actuar tan bé en el seu paper que el banc el va retenir fins i tot després que van descobrir que havia mentit sobre la seva educació. Va treballar en ordinadors bancàries a la nit, i durant el dia va seguir la seva carrera com a compositor i cantant.

## Carrera
1962–1966, inicis de la música
El 1958, Nilsson estava intrigat per les formes emergents de música popular, especialment artistes de rhythm and blues com Ray Charles. Havia fet els primers intents d'actuar mentre treballava a la Paramount, formant un duo vocal amb el seu amic Jerry Smith i cantant harmonies properes a l'estil dels Everly Brothers. El gerent d'un hangout que freqüentava Nilsson li va donar un ukelele de plàstic, que va aprendre a tocar, i més tard va aprendre a tocar la guitarra i el piano. Al documental de 2006 "Who Is Harry Nilsson" (And Why Is Everybody Talkin' About Him)?, Nilsson va recordar que quan no recordava lletres o parts de les melodies de cançons populars, va crear la seva pròpia, cosa que va portar a escriure cançons originals.
Les lliçons de cant del seu oncle, juntament amb el talent natural de Nilsson, van ajudar quan va aconseguir una feina cantant demostracions per al compositor Scott Turner el 1962. Turner va pagar a Nilsson cinc dòlars per cada cançó que gravaven. (Quan Nilsson es va fer famós, Turner va decidir llançar aquests primers enregistraments i es va posar en contacte amb Nilsson per obtenir un pagament just. Nilsson va respondre que ja li havien pagat: cinc dòlars per cançó).

El 1963, Nilsson va començar a tenir un èxit primerenc com a compositor, treballant amb John Marascalco en una cançó per a Little Richard. En escoltar a Nilsson cantar, Little Richard va comentar: 
| « | "My! Cantes bé per a un noi blanc!" | » |

 Marascalco també va finançar alguns senzills independents de Nilsson. Un, "Baa Baa Blacksheep", va ser llançat sota el pseudònim de "Bo Pete" a una petita emissió local. Un altre enregistrament, "Donna, I Understand", va convèncer a Mercury Records d'oferir un contracte a Nilsson i publicar enregistraments d'ell sota el nom de "Johnny Niles".
El 1964, Nilsson va treballar amb Phil Spector, escrivint tres cançons amb ell. També va establir una relació amb el compositor i editor Perry Botkin, Jr., que va començar a trobar un mercat per a les cançons de Nilsson. Botkin també va donar a Nilsson una clau per a la seva oficina, proporcionant un altre lloc per escriure fora de les hores. A través de la seva associació amb Botkin, Nilsson va conèixer i es va fer amic del músic, compositor i arranjador George Tipton, que en aquell moment treballava per a Botkin com a copista musical. Durant l'any 1964 Tipton va invertir els seus estalvis vitals –2.500 dòlars– per finançar l'enregistrament de quatre cançons de Nilsson, que també va organitzar. Van poder vendre els enregistraments acabats al segell Tower, una filial recentment establerta de Capitol Records, i les cançons es van incloure posteriorment a l'àlbum debut de Nilsson. La fructífera associació entre Nilsson i Tipton va continuar després que Nilsson signés amb RCA Victor. Tipton va crear els arranjaments per a gairebé tots els enregistraments de RCA de Nilsson entre 1967 i 1971, però la seva associació va acabar als anys 70 quan els dos van trencar per motius desconeguts.
El contracte d'enregistrament de Nilsson va ser recollit per Tower Records, que el 1966 va llançar els primers senzills acreditats pel seu nom, així com l'àlbum debut Spotlight on Nilsson. Cap dels llançaments de Nilsson's Tower va arribar ni va guanyar molta atenció crítica, encara que les seves cançons estaven sent gravades per Glen Campbell, Fred Astaire, The Shangri-Las, The Yardbirds i altres. Malgrat el seu èxit creixent, Nilsson va romandre en el torn de nit al banc.

## 1967–1968: Signatura amb RCA Victor
Nilsson va signar amb RCA Victor el 1966 i va publicar un àlbum l'any següent, Pandemonium Shadow Show, que va ser un èxit de crítica (si no comercial). Els experts de la indústria de la música van quedar impressionats tant amb la composició de cançons com amb les veus de tons purs i multioctaves de Nilsson. Un d'aquests informats va ser el responsable de premsa dels Beatles, Derek Taylor, que va comprar una caixa sencera de còpies de l'àlbum per compartir aquest nou so amb els altres. Amb un llançament d'un segell important i un èxit de composició continuat (sobretot amb The Monkees, que van gravar "Cuddly Toy" de Nilsson després de conèixer-lo a través del seu productor Chip Douglas), Nilsson finalment es va sentir prou segur en el negoci de la música com per deixar el seu negoci la feina amb el banc. Micky Dolenz, membre dels Monkees, va mantenir una estreta amistat fins a la mort de Nilsson el 1994.
Alguns dels àlbums de la caixa de Derek Taylor van acabar amb els mateixos Beatles, que ràpidament es van convertir en fans de Nilsson. Això pot haver estat ajudat per la cançó "You Can't Do That", en què Nilsson va cobrir la cançó escrita per John Lennon, i també va treballar referències a 17 cançons més dels Beatles a la barreja, generalment citant fragments de lletres dels Beatles al multi -veus de suport en capes. Quan John Lennon i Paul McCartney van fer una conferència de premsa el 1968 per anunciar la formació de l'Apple Corps, se li va demanar a Lennon que nomenés el seu artista nord-americà favorit. Ell va respondre: "Nilsson". A continuació, se li va demanar a McCartney que nomenés el seu grup nord-americà favorit. Va respondre: "Nilsson".
"You Can't Do That" va ser el primer èxit de Nilsson com a intèrpret; tot i que es va estancar al número 122 de les llistes dels EUA, va arribar al top 10 al Canadà.
Quan RCA li va preguntar si volia alguna cosa especial com a premi de fitxatge, Nilsson va demanar la seva pròpia oficina a RCA, acostumat a treballar-hi. En les setmanes posteriors a la conferència de premsa d'Apple dels Beatles, el telèfon de l'oficina de Nilsson va començar a sonar constantment, amb ofertes i peticions d'entrevistes i consultes sobre el seu horari d'actuació. Nilsson normalment responia a les trucades ell mateix, sorprenent als que trucaven i responia les preguntes amb franquesa. (Va recordar anys més tard el flux d'una típica conversa: "Quan vas tocar per última vegada?" "Jo no". "On has tocat abans?" "No ho he fet." "Quan tocaràs a continuació? " "No ho tinc.") Nilsson va adquirir un gerent, que el va dirigir a un grapat d'aparicions de convidat a la televisió i una breu sèrie d'actuacions escèniques a Europa creades per RCA. No li agradaven les experiències que va tenir, però, i va decidir quedar-se a l'estudi de gravació. Més tard va admetre que va ser un gran error per part seva.
John Lennon va trucar i va elogiar el Pandemonium Shadow Show, que havia escoltat en una marató de 36 hores. Paul McCartney va trucar l'endemà, expressant també la seva admiració. Finalment va arribar un missatge que el convidava a Londres per conèixer els Beatles, veure'ls a la feina i possiblement signar amb Apple.
Pandemonium Shadow Show va ser seguit el 1968 per Aerial Ballet, un àlbum que incloïa la interpretació de Nilsson de la cançó de Fred Neil "Everybody's Talkin'". Un èxit menor als Estats Units en el moment del llançament (i un dels 40 millors al Canadà), la cançó esdevindria més popular un any després quan aparegués a la pel·lícula Midnight Cowboy, i li valdria a Nilsson el seu primer premi Grammy. La cançó també es convertiria en el primer hit nord-americà 10 de Nilsson, arribant al número 6, i el seu primer número 1 canadenc.
Aerial Ballet també contenia la versió de Nilsson de la seva composició "One", que més tard va ser portada al top 5 de les llistes d'èxits dels EUA per Three Dog Night i també coberta amb èxit a Austràlia per John Farnham. Nilsson va rebre l'encàrrec d'escriure i interpretar el tema principal de la sèrie de televisió d'ABC The Courtship of Eddie's Father. El resultat, "Best Friend", va ser molt popular, però Nilsson mai va publicar la cançó en disc; la versió original de la cançó (titulada "Girlfriend") va ser gravada durant la realització dAerial Ballet però no inclosa en aquest LP, i finalment va aparèixer a l'antologia Personal Best de 1995, i com a bonus track en un llançament posterior dAerial Ballet. A finals de 1968, es va estrenar la famosa pel·lícula experimental de The Monkees Head, que presentava una seqüència memorable de cançons i balls amb Davy Jones i Toni Basil interpretant la composició de Nilsson "Daddy's Song". (Això és seguit pel cameo de Frank Zappa com "The Critic", que rebutja la melodia d'estil dels anys 20 com "molt blanca".)
Amb l'èxit dels enregistraments RCA de Nilsson, Tower va reeditar o empaquetar molts dels seus primers enregistraments de Nilsson en diversos formats. Totes aquestes reedicions no van arribar a les llistes, inclòs un senzill de 1969 "Good Times". Aquesta pista, però, va ressuscitar com a duet amb Micky Dolenz per a l'àlbum homònim de Monkees del 2016 afegint parts addicionals a una pista de suport de Monkees no utilitzada gravada el 1968.

## 1969–1972: èxit de les llistes
El següent àlbum de Nilsson, Harry (1969), va ser el primer que va arribar a les llistes, i també va proporcionar un senzill Top 40 amb "I Guess the Lord Must Be in New York City" (escrit com a concursant per al tema de Midnight Cowboy), utilitzat a la pel·lícula de Sophia Loren La Mortadella (1971) (títol nord-americà: Lady Liberty). Tot i que l'àlbum encara presentava a Nilsson principalment com a compositor, la seva astuta elecció de material de portada incloïa, aquesta vegada, una cançó del llavors poc conegut compositor Randy Newman, "Simon Smith and the Amazing Dancing Bear". Nilsson va quedar tan impressionat amb el talent de Newman que va dedicar tot el seu àlbum següent a les composicions de Newman, amb el mateix Newman tocant el piano darrere de la veu multipista de Nilsson. El resultat, Nilsson Sings Newman (1970), va ser comercialment decebedor però va ser nomenat Record of the Year per la revista Stereo Review i va donar impuls a la carrera de Newman. L'autoproduït Nilsson Sings Newman també va marcar el final de la seva col·laboració amb el productor del personal de RCA Rick Jarrard, qui va explicar al documental de Nilsson que l'associació es va acabar amb un telegrama de Nilsson, que va informar bruscament a Jarrard que volia treballar amb altres productors., i els dos no es van tornar a trobar ni a parlar mai més.
El següent projecte de Nilsson va ser una pel·lícula d'animació, The Point!, creada amb el director d'animació Fred Wolf, i emesa a la televisió ABC el 2 de febrer de 1971, com a "pel·lícula de la setmana d'ABC". L'àlbum de cançons autoproduït de Nilsson de The Point! va ser ben rebut i va generar un single del top 40, "Me and My Arrow".
Més tard aquell any, Nilsson va anar a Anglaterra amb el productor Richard Perry per gravar el que es va convertir en l'àlbum més reeixit de la seva carrera. Nilsson Schmilsson va donar tres senzills d'èxit estilísticament diferents. La primera va ser una versió de la cançó de Badfinger "Without You" (dels compositors gal·lesos Pete Ham i Tom Evans), amb un arranjament molt emotiu i una veu alta a l'alçada, gravada, segons Perry, en una sola presa. L'actuació li va valer el seu segon premi Grammy. El segon senzill va ser "Coconut", un nou número de calypso amb quatre personatges (el narrador, el germà, la germana i el metge) tots cantats (a proposta de Perry) amb diferents veus per Nilsson. La cançó es recorda millor per la seva lletra del cor ("Put de lime in de coconut, and drink 'em both up"). També destaca que tota la cançó es reprodueix amb un acord, C7. El tercer senzill, "Jump into the Fire", va ser rock and roll estúpid, incloent un solo de bateria de Jim Gordon de Derek and the Dominos i una part de baix desafinada d'Herbie Flowers.
Nilsson va seguir ràpidament amb Son of Schmilsson (1972), llançat mentre el seu predecessor encara estava a les llistes. A més del problema de competir amb ell mateix, Nilsson ignorava la majoria dels consells de producció de Perry, i la seva decisió de donar via lliure a la seva rudesa i franquesa en aquest llançament va alienar alguns dels seus primers seguidors més conservadors. Amb lletres com "Em vaig cantar les pilotes per tu, nena", "Roll the world over / I done-li un petó i una sensació", i el famós "M'estàs trencant el cor / L'estàs destrossant. / Així que fot-te" (una referència al seu divorci en curs), Nilsson havia viatjat molt lluny del seu treball anterior. No obstant això, l'àlbum va arribar al número 12 del Billboard 200, i el senzill "Spaceman" va ser un èxit del Top 40 l'octubre de 1972. El senzill següent "Remember (Christmas)", tanmateix, es va quedar al número 53. Un tercer senzill., l'idiota C&W envia "Joy", va ser emesa a l'empremta de país de RCA Green i acreditada a Buck Earle, però no va arribar a les llistes.

## 1973–1979: Maverick
El menyspreu de Nilsson pel comercialisme a favor de la satisfacció artística es va mostrar en el seu següent llançament, A Little Touch of Schmilsson in the Night (1973). Interpretant una selecció d'estàndards pop d'artistes com Berlín, Kalmar i Ruby, Nilsson va cantar davant d'una orquestra organitzada i dirigida pel veterà Gordon Jenkins en sessions produïdes per Derek Taylor. Aquest esforç musical no va sortir bé comercialment. La sessió va ser filmada i emesa com un especial de televisió per la BBC al Regne Unit.
El 1973 va trobar Nilsson de nou a Califòrnia, i quan John Lennon es va traslladar allà durant la seva separació de Yoko Ono, els dos músics van recuperar la seva amistat anterior. Lennon tenia la intenció de produir el següent àlbum de Nilsson, per a delit de Nilsson. No obstant això, el seu temps junts a Califòrnia es va fer molt més conegut per beure molt que per col·laboració musical. En un incident àmpliament divulgat, els dos amb Ringo Starr van ser expulsats de la discoteca "Troubadour" a West Hollywood per borratxos als germans Smothers.
Per empitjorar les coses, en una festa nocturna i una jam session durant l'enregistrament de l'àlbum, a la qual van assistir Lennon, McCartney, Starr, Danny Kortchmar i altres músics, a Nilsson se li va trencar una corda vocal, però va amagar la lesió per temor que Lennon interrompés la producció. L'àlbum resultant va ser Pussy Cats. En un esforç per netejar, Lennon, Nilsson i Ringo Starr primer van llogar una casa junts, després Lennon, Nilsson i Starr van marxar a Nova York. Després del fracàs relatiu dels seus dos darrers àlbums, RCA Records va considerar annular el contracte de Nilsson. En una mostra d'amistat, Lennon i Starr van acompanyar Nilsson a les negociacions, i tots dos van dir a RCA que Lennon i Starr podrien voler signar amb ells, un cop expiressin els seus contractes d'Apple Records amb EMI el 1975, però no els interessaria un contracte més llarg amb l'etiqueta si Nilsson no ho fos. RCA va agafar la pista i va tornar a contractar Nilsson (afegint una clàusula de bonificació, per aplicar a cada nou àlbum completat), però ni Lennon ni Starr van signar amb RCA.
El 1973 Nilsson va actuar en una pel·lícula amb Ringo anomenada "Son of Dracula", un musical amb moltes de les seves cançons i un nou tall, "Daybreak". La banda sonora posterior produïda per Richard Perry es va estrenar el 1974.
La veu de Nilsson s'havia recuperat majoritàriament amb el seu següent llançament, Duit on Mon Dei (1975), però ni ell ni els seus seguiments, Sandman i ...That's the Way It Is (tots dos de 1976), van tenir èxit en les llistes. Finalment, Nilsson va gravar el que més tard va considerar el seu àlbum favorit Knnillssonn (1977). Amb la seva veu forta de nou i les seves cançons explorant el territori musical que recorda a Harry o The Point!, Nilsson anticipava que Knnillssonn seria un àlbum de retorn. RCA semblava estar d'acord i li va prometre a Nilsson una campanya de màrqueting substancial per a l'àlbum. No obstant això, la mort d'Elvis Presley va fer que RCA ignorés tot, excepte satisfer la demanda del catàleg posterior de Presley, i l'empenta de màrqueting promesa mai va passar. Això, combinat amb RCA llançant una col·lecció de Nilsson Greatest Hits sense consultar-lo, va fer que Nilsson abandonés el segell.

## L'apartament de Nilsson a Londres
La residència de Nilsson a Londres dels anys 70, al Flat 12, 9 Curzon Place, a la vora de Mayfair, era un apartament de dues habitacions decorat per l'empresa de disseny ROR ("Ringo o Robin") propietat de Starr i el dissenyador d'interiors Robin Cruikshank. Nilsson va passar diversos anys acumuladament a l'apartament, que es trobava a prop d'Apple Records, el Playboy Club, la discoteca Tramp i les cases d'amics i socis de negocis. El treball i els interessos de Nilsson el van portar als Estats Units durant llargs períodes, i mentre estava fora va cedir el seu lloc a nombrosos amics músics. Durant una de les seves absències, la cantant Cass Elliot, abans de The Mamas & the Papas, i alguns membres del seu grup de gira es van quedar a l'apartament mentre ella actuava en solitari al London Palladium, encapçalant amb les seves cançons de torxa i "Don't Call". Jo mama ja". Després d'una actuació extenuant amb bises el 29 de juliol de 1974, Elliot va ser descobert en una de les habitacions, mort d'insuficiència cardíaca als 32 anys.
El 7 de setembre de 1978, el baterista de Who, Keith Moon, va tornar a la mateixa habitació de l'apartament després d'una nit, i va morir als 32 anys per una sobredosi de clometiazol, una droga antialcoholica prescrita. Nilsson, angoixat per la mort d'un altre amic al seu apartament, i amb poca necessitat de la propietat, la va vendre al company de banda de Moon, Pete Townshend i va consolidar la seva vida a Los Angeles.

## 1980–1992: Desactivació
La producció musical de Nilsson després de deixar RCA Victor va ser esporàdica. Va escriure un musical, Zapata, amb Perry Botkin Jr. i llibret d'Allan Katz, que va ser produït i dirigit per l'amic de molt de temps Bert Convy. L'espectacle es va muntar a la "Goodspeed Opera House" d'East Haddam, Connecticut, però mai va tenir una altra producció. Va escriure totes les cançons per a la pel·lícula-musical de Robert Altman Popeye (1980), la partitura de la qual va rebre crítiques desfavorables. Les composicions de Popeye de Nilsson incloïen diverses cançons que eren representatives de l'aclamada era Point de Nilsson, com ara "Tot és menjar" i "Sweethaven". La cançó "He Needs Me" va aparèixer anys més tard a la pel·lícula Punch-Drunk Love. Nilsson va gravar un àlbum més, Flash Harry, coproduït per Bruce Robb i Steve Cropper, que es va publicar al Regne Unit però no als EUA. A partir d'aquest moment, Nilsson va començar a referir-se a si mateix com a "músic jubilat".
Nilsson es va veure profundament afectat per la mort de John Lennon el 8 de desembre de 1980. Es va unir a la ""Coalition to Stop Gun Violence" i va superar la seva preferència per la privadesa per fer aparicions per recaptar fons per al control d'armes. Va començar a aparèixer a les convencions del Beatlefest i pujaria a l'escenari amb la banda de la casa del Beatlefest "Liverpool" per cantar algunes de les seves pròpies cançons o "Give Peace a Chance".
Després d'una llarga pausa de l'estudi, Nilsson va començar a gravar esporàdicament una vegada més a mitjans i finals dels anys vuitanta. La majoria d'aquests enregistraments eren cançons d'encàrrec per a pel·lícules o programes de televisió. Una excepció notable va ser el seu treball en un àlbum tribut a Yoko Ono Lennon, Every Man Has a Woman (1984) (Polydor); una altra va ser una versió de "Zip-A-Dee-Doo-Dah" gravada per a l'àlbum tribut de Hal Willner de 1988 Stay Awake: Various Interpretations of Music from Vintage Disney Films. Nilsson va donar els drets d'autor de la seva interpretació de la cançó a la "Coalition to Stop Gun Violence".
El 1985, Nilsson va crear una productora, Hawkeye, per supervisar diversos projectes de cinema, televisió i multimèdia amb els quals estava involucrat. Va nomenar el seu amic, satíric i guionista Terry Southern, com un dels principals. Van col·laborar en diversos guions com "Obits" (una història a l'estil de Citizen Kane sobre un periodista que investiga un avís necrològica) i The Telephone, una comèdia sobre un actor a l'atur desconcertat.
El telèfon va ser pràcticament l'únic projecte Hawkeye que va arribar a la pantalla. S'havia escrit pensant en Robin Williams, però el va rebutjar; L'actriu i còmica Whoopi Goldberg va signar llavors, amb l'amic de "Southern Rip Torn" dirigint-se, però el projecte va tenir problemes. Torn va lluitar amb Goldberg, que va interferir en la producció i es va desviar constantment del guió durant el rodatge, i Torn es va veure obligat a suplicar-li que realitzés preses que s'enganxaven al guió. Torn, Southern i Nilsson van muntar la seva pròpia versió de la pel·lícula, que es va projectar al Festival de Cinema de Sundance a principis de 1988, però va ser superada per la versió "oficial" de l'estudi, i aquesta versió es va estrenar amb males crítiques a finals de gener. 1988. Segons els informes, el projecte va tenir un èxit posterior quan es va adaptar com a peça de teatre a Alemanya.
El 1990, Hawkeye va caure i Nilsson es va trobar en una situació financera greu després que es va descobrir que la seva assessora financera, Cindy Sims, havia malversat tots els fons que havia guanyat com a artista de gravació. Els Nilsson es van quedar amb 300 dòlars al banc i una muntanya de deutes, mentre que Sims va ser empresonat durant menys de dos anys abans de la seva posada en llibertat el 1994 i no va ser obligat a pagar la restitució.
El 1991, l'àlbum de Disney For Our Children, una recopilació de música infantil interpretada per celebritats en benefici de la Fundació "Elizabeth Glaser Pediatric AIDS", va incloure la composició original de Nilsson "Blanket for a Sail", gravada al Shandaliza Recording Studio de Los Angeles. També el 1991, va gravar una versió de "How About You?" per a la banda sonora de la pel·lícula de Terry Gilliam The Fisher King. El 1992, va escriure i gravar la cançó principal de la pel·lícula Me Myself & I.
Nilsson va fer la seva última aparició al concert l'1 de setembre de 1992, quan es va unir a "Ringo Starr & His All-Starr Band" a l'escenari del Caesars Palace de Las Vegas, per cantar "Without You" amb Todd Rundgren manejant les notes agudes. Després, un emotiu Starr va abraçar a Nilsson a l'escenari. L'àlbum final de Nilsson, titulat provisionalment Papa's Got a Brown New Robe (produït per Mark Hudson) no va ser llançat, encara que diverses demos de l'àlbum van ser posteriorment disponibles en CD promocionals i en línia.

## 1993–1994: atac de cor i mort
Nascut amb problemes cardíacs congènits, Nilsson va patir un atac de cor el 14 de febrer de 1993. Després de sobreviure a això, va començar a pressionar el seu antic segell, RCA Records, per publicar una retrospectiva en caixa de la seva carrera, i va reprendre la gravació, intentant completar un últim àlbum. Va acabar les pistes vocals de l'àlbum amb el productor Mark Hudson, que va mantenir les cintes d'aquesta sessió. Nilsson va morir d'insuficiència cardíaca el 15 de gener de 1994, a la seva casa d'Agoura Hills, Califòrnia, als 52 anys. El 1995, es va publicar l'antologia de CD de 2 discos en què va treballar amb RCA, Personal Best. Finalment, l'àlbum final es va publicar el 22 de novembre de 2019 com Lost and Found. Nilsson és enterrat al Valley Oaks Memorial Park a Westlake Village, Califòrnia.

## Vida personal`
Nilsson es va casar amb Sandi McTaggart el 24 d'octubre de 1964. No van tenir fills més que el seu fillastre, Scott Roberts. Es van divorciar el 1967. Nilsson es va casar amb Diane Clatworthy el 31 de desembre de 1969. Van tenir un fill, Zak Nine Nilsson, que va morir de càncer de còlon el 4 de març de 2021. Nilsson i Clatworthy es van divorciar el 1974. Nilsson es va casar amb Una O'Keeffe el 12 d'agost de 1976. Els dos eren catòlics d'ascendència irlandesa, amb Nilsson heretant això del seu avi matern, i van romandre casats fins a la seva mort el 15 de gener, 1994. Van tenir sis fills.

## Llegat
Qui és Harry Nilsson?
Nilsson és el tema del documental de 2006 Who Is Harry Nilsson (And Why Is Everybody Talkin' About Him)? Escrita, dirigida i coproduïda per John Schienfeld, la pel·lícula es va projectar el 2006 al Festival Internacional de Cinema de Seattle i al Festival Internacional de Cinema de Santa Bàrbara. L'agost de 2006, la pel·lícula va rebre la seva estrena a Los Angeles quan es va projectar al 7è Festival de Cinema Anual de Mods & Rockers, seguida d'una taula rodona amb els cineastes i dos amics de Nilsson: el productor Richard Perry i l'advocat/productor executiu Lee Blackman.
Els cineastes van reeditar la pel·lícula amb imatges rares de Nilsson, entrevistes addicionals i fotografies familiars, i la van estrenar el 17 de setembre de 2010 a cinemes seleccionats dels Estats Units. El 26 d'octubre de 2010 es va llançar un DVD, que inclou imatges addicionals que no es trobaven a les sales.
La col·lecció d'àlbums de RCA
El 30 de juliol de 2013, Sony Music va llançar una caixa definitiva dels seus àlbums de l'era RCA anomenat The RCA Albums Collection. Cadascun dels àlbums del conjunt de 17 CD tenia temes addicionals, i tres dels 17 discos contenien rareses i sortides que abasten tota la seva carrera. Diverses setmanes més tard, el 13 d'agost, Flash Harry va publicar finalment en CD, que també inclou material addicional.

## Premis i reconeixements
El 2007: The New York Post va classificar la versió de Nilsson de "Everybody's Talking" de Fred Neil número 51 a la seva llista de les 100 millors cançons de portada de tots els temps.
El 2012: Rolling Stone va classificar Nilsson com a 62è a la seva llista dels "100 millors compositors de tots els temps".

## Premis Grammy
| 1970 | "Everybody's Talkin'" | Best Contemporary Vocal Performance, Male | Guanyador |
| 1973 | "Without You"         | Best Male Pop Vocal Performance           | Guanyador |
| 1973 | "Without You"         | Record of the Year                        | Nominat   |
| 1973 | Nilsson Schmilsson    | Album of the Year                         | Nominat   |
| 1973 | Son of Schmilsson     | Best Engineered Album, Non-Classical      | Nominat   |

## Discografia
- Spotlight on Nilsson (1966)
- Pandemonium Shadow Show (1967)
- Aerial Ballet (1968)
- Skidoo (1968) (soundtrack)
- Harry (1969)
- Nilsson Sings Newman (1970)
- The Point! (1970) (studio album and soundtrack)
- Nilsson Schmilsson (1971)
- Son of Schmilsson (1972)
- A Little Touch of Schmilsson in the Night (1973)
- Son of Dracula (1974) (soundtrack)
- Pussy Cats (1974)
- Duit on Mon Dei (1975)
- Sandman (1976)
- ...That's the Way It Is (1976)
- Knnillssonn (1977)
- Flash Harry (1980)
- Popeye (1980) (soundtrack)
- Losst and Founnd (2019)

## Filmografia
| Títol                           | Any       | Notes |
| ------------------------------- | --------- | --- |
| I Spy                           | 1966      | A l'episodi Sparrowhawk "Untitled Composition", cantat per Nilsson al fons d'una escena de conversa                                                                   |
| Skidoo                          | 1968      | Cançons escrites i interpretades, compositor de bandes sonores, actor (rol de bits)                                                                                   |
| The Ghost & Mrs. Muir           | 1969      | Va actuar i cantar: va aparèixer a l'episodi "The Music Maker", i el seu personatge es deia Tim Seagirt. Va cantar "Without Her" i "If Only I Could Touch Your Hand". |
| The Courtship of Eddie's Father | 1969–1972 | Cançó temàtica escrita i interpretada, música incidental |
| Midnight Cowboy                 | 1969      | S'ha interpretat la portada de la cançó de Fred Neil de "Everybody's Talkin'".                                                                                        |
| Jenny                           | 1970      | Cançó "Waiting" escrita i interpretada |
| The Point!                      | 1971      | Conte, totes les cançons escrites i interpretades |
| Son of Dracula                  | 1974      | Actor (paper protagonista), totes les cançons interpretades |
| In God We Tru$t                 | 1980      | Nova versió de "Good for God". |
| Popeye                          | 1980      | Totes les cançons escrites, excepte "I'm Popeye the Sailor Man" |
| Handgun                         | 1983      | Cançó "Lay Down Your Arms" escrita i interpretada |
| First Impressions               | 1988      | Tema de la cançó coescrita, interpretada |
| The Telephone                   | 1988      | Guió coescrit per Harry Nilsson i només pel·lícula estrenada de la productora de Nilsson, Hawkeye                                                                     |
| Camp Candy                      | 1989–1992 | Tema musical escrit i interpretat amb John Candy |
| Goodfellas                      | 1990      | Es va interpretar "Jump into the Fire". |
| The Fisher King                 | 1991      | S'ha interpretat la versió de "How about You?". |
| Me Myself & I                   | 1992      | Cançó "Me Myself & I" escrita i interpretada |
| Whiskey Tango Foxtrot           | 2016      | Cançó "Without You" escrita i interpretada |

## Homenatges i versions de portada
- "One" was covered by Three Dog Night in 1969, among many others
- Nilsson by Tipton (1970, Warner Bros. Records), Although it may not be considered a tribute, it featured George Tipton conducting instrumental versions of 11 Nilsson songs.
- For the Love of Harry: Everybody Sings Nilsson (1995, MusicMasters/BMG), featured Nilsson's songs performed by Ringo Starr, Stevie Nicks, Richard Barone, Brian Wilson, Aimee Mann, Fred Schneider, and others, with proceeds benefiting the Coalition to Stop Gun Violence.
- I'll Never Leave You: A Tribute to Harry Nilsson (2005, Wood Records). A percentage of profits from sales of the CD went to benefit Amnesty International
- Ringo Starr wrote "Harry's Song" as a tribute to Nilsson on his 2008 album Liverpool 8.
- "Pussy Cats" Starring The Walkmen (2006, Record Collection) The whole of the Pussy Cats album covered by The Walkmen.
- Billy J. Kramer recorded the song "1941" in 1968 before Nilsson was well known.
- "Without Her" has been covered by Glen Campbell, Blood, Sweat and Tears, Herb Alpert and the Tijuana Brass, Astrud Gilberto, and George Benson.
- This Is the Town: A Tribute to Nilsson, Vol. 1 (2014, The Royal Potato / Royal Potato Family Records),[42] features 20 Nilsson songs performed by various indie artists.
- Sean Nelson released Nelson Sings Nilsson, a whole album of Nilsson's songs, in 2019.
- Ty Segall released a set of covers of six Nilsson Schmilsson tracks, Segall Smeagol, on Bandcamp in March 2020.[43]